# Tafilalt

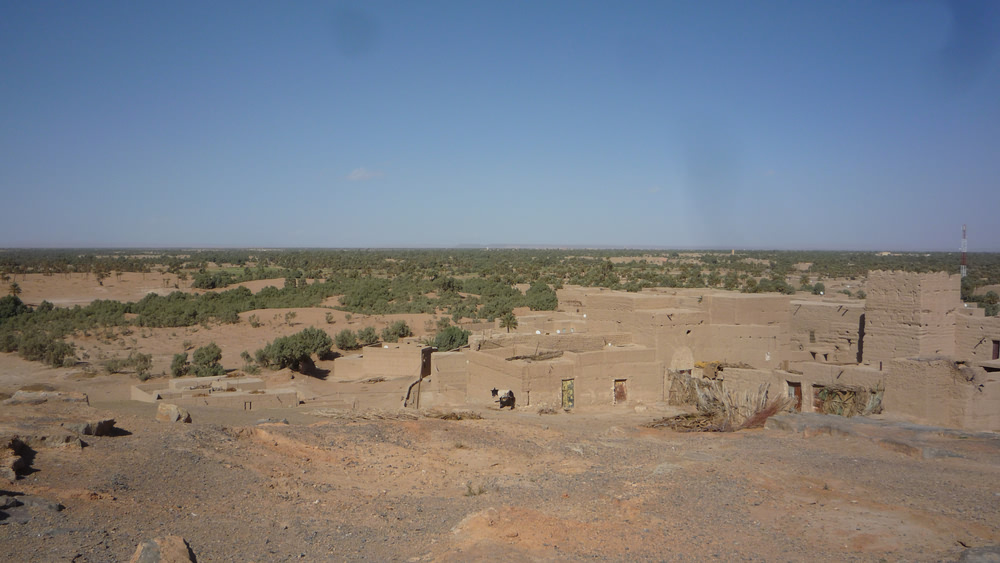
Panorama oázy Tafilalt

Tafilalt nebo Tafilet (berbersky Tafilalt, ⵜⴰⴼⵉⵍⴰⵍⵜ arabsky تافيلالت‎‎‎), zastarale Sijilmasa, je region a největší oáza v Maroku. Leží na řece Ziz a nachází se deset dní cesty na jih od Fásu a Meknes podél pohoří Atlas. Je známá pěstovanými datlemi. Berberské slovo "Tafilalt" znamená džbán, tedy konkrétní hliněnou nádobu, která se zde používá k uchovávání vody. Tafilalt je rodištěm významného rabína Baba Saliho.